# Геология Омана

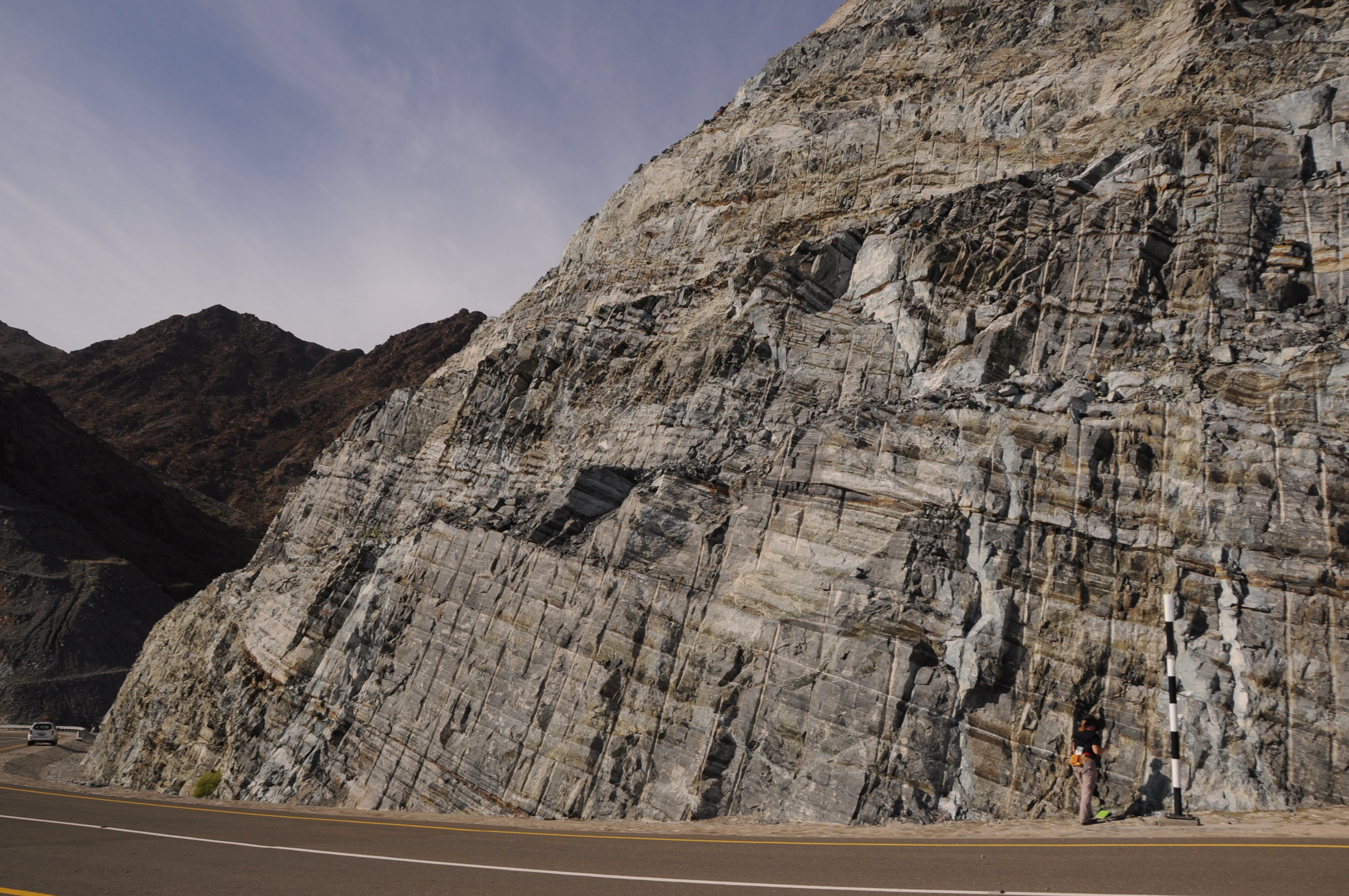
Слоистый габбро в регионе Эль-Батина

Геология Омана включает в себя разнообразные ландшафты, которые представляют собой смесь его геологической истории и климата за последние несколько миллионов лет. Выступы пород в горах Аль-Хаджар, Хукф и Дофара представляют интерес для международных геологов. Горные породы охватывают около 825 миллионов лет истории и включают по крайней мере три геологических периода, когда страна была покрыта льдом.
Оман, расположенный в юго-восточном регионе аравийской платформы, медленно продвигается на север, поскольку Красное море расширяется. Высокие Аль-Хаджарские горы и утопленные долины Мусандама — это драматические напоминания об этом. Вообще говоря, Оман довольно спокойный тектонически. Мусандан испытывает некоторые колебания, когда Аравийская платформа сталкивается с евразийской плитой.
В течение мелового периода Оман располагался рядом с зоной субдукции, а часть верхней мантии наряду с надлежащими вулканическими породами морского дна была пронизана континентальной корой. Эта необработанная поверхность ультраосновных к мафическим породам представляет собой комплексный офиолитовый комплекс. Офиолит богат медными и хромитовыми железами.
Внутренние равнины Омана — это молодые осадочные породы, дюны и солончаки. Под ними находится несколько километровый слой старых осадочных пород, в которых размещаются углеводородные ресурсы страны. Древняя соль, которая выходит на поверхность в нескольких соляных участках, таких как Карат Кибрит, играет важную роль в формировании многих нефтяных и газовых скоплений.